# Gerland (Côte-d’Or)
Gerland település Franciaországban, Côte-d’Or megyében. Lakosainak száma 441 fő (2022. január 1.). Gerland Boncourt-le-Bois, Argilly, Quincey, Saint-Nicolas-lès-Cîteaux, Villebichot, Agencourt és Broin községekkel határos.

## Népesség
A település népességének változása:
| Lakosok száma | 201  | 275  | 355  | 395  | 412  | 421  | 431  | 437  | 435  | 441  |
|               | 1968 | 1982 | 1999 | 2006 | 2011 | 2015 | 2017 | 2018 | 2020 | 2022 |